# Vancouver Challenger 1993
Il Vancouver Challenger 1993 è stato un torneo di tennis facente parte della categoria ATP Challenger Series nell'ambito dell'ATP Challenger Series 1993. Il torneo si è giocato a Vancouver in Canada dall'8 al 14 febbraio 1993 su campi in cemento indoor.

## Vincitori

### Singolare
Kenny Thorne ha battuto in finale  Albert Chang con il punteggio di 6–3, 6–3

### Doppio
Ellis Ferreira /  Richard Schmidt hanno battuto in finale  Richard Matuszewski /  John Sullivan con il punteggio di 7–5, 4–6, 6–3